# Марко Брежанин
Марко Брежанин (Спич, 1883 — Београд, 1956) био је српски вајар и истакнути портретиста.

## Биографија
Рођен је 1883. године у Спичу. Завршио је уметничко–обртну школу у Љубљани 1910. када је примљен у Вишу уметничку школу у Бечу. Први пут је излагао 1917. на Цетињу, а од 1920. је учествовао на многобројним изложбама у земљи. Самостално је излагао у Београду 1946. године. Редовно је учествовао на изложбама Удружења ликовних уметника Србије. Излагао је на Трећој савезној изложби у Дубровнику 1954. Неки од његових најпознатијих радова су „Црногорац” од дрвета, „Саво Ковачевић” од мрамора у Цетињу, „Др Рајс” на Топчидеру и „Максим Горки” у Центалном дому синдиката у Москви. Израдио је пет народних хероја у натприродној величини у Петничкој пећини и споменик Арчибалду Рајсу. Преминуо је 1956. године у Београду.